# Анна Андерсон
Анастасія Чайковська (у шлюбі — Манахан), більш відома, як Анна А́ндерсон (нар. 16 грудня 1896 — пом. 12 лютого 1984 в Шарлотсвіллі, штат Вірджинія, США) — одна із найбільш відомих жінок, які видавали себе за княжну Анастасію, дочку останнього російського імператора Миколая ІІ й імператриці Олександри Федоровни, яка, за загальноприйнятою думкою, була розстріляна разом зі своєю сім'єю 17 липня 1918 року більшовиками в Єкатеринбурзі. За однією з версій, насправді Ганна Андерсон була Францискою Шанцковською, працівницею берлінського заводу, який випускав вибухові речовини. Її генетичну близькість до сім'ї Шанцковських підтвердили два незалежних один від одного тести ДНК, зроблені після її смерті.

## Смерть княжни
17-річна Велика княжна Анастасія Миколаївна, згідно із загальноприйнятою версією була розстріляна разом зі своєю сім'єю вранці 17 липня 1918 року у підвалі в Будинку Іпатьєва в Єкатеринбурзі. Її смерть була перевірена та засвідчена очевидцями. Наприклад, Яків Юровський, чекіст і один із головних учасників розстрілу, стверджував, що вся сім'я і оточення, включаючи Анастасію, були вбиті. Відмічалось, втім, що Анастасія померла одна з останніх;— по звіту помічника білогвардійського слідчого Миколи Соколова. Лорд Луїс Маунтбеттен так само підтверджував, що його кузина Анастасія «отримала 18 штикових ударів».
Але існують показання очевидців, які засвідчували спасіння юної княжни, серед них чоловік, що проживав навпроти дому Іпатьєва і стверджував, що княжна втекла і заховалась у сусідньому домі. Проте жодних доказів, спроможних підтвердити чи спростувати це твердження, не існує. Версія про чудесне спасіння Анастасії була повністю спростована після того, як в 1991 році в околицях Єкатеринбурга були знайдені залишки Миколая II, його сім'ї та придворних, окрім Цесаревича Олексія й Великої Княжни Марії. Були проведені генетичні експертизи: у 1993 році — в Олдермастонському центрі криміналістичних досліджень в Англії, у 1995 році;— у Військово-медичному інституті Міноборони США, в листопаді 1997 року;— в Республіканському центрі судово-медичної експертизи МОЗ Росії. 30 січня 1998 року комісія завершила роботу. Висновки комісії: «Залишки, знайдені в Єкатеринбурзі, є залишками Миколая II, членів його сім'ї та наближених людей».